# سوي الدرقية
سَوِيُّ الدَّرَقِيَّة (بالإنجليزية: Euthyroid)‏ هي حالة الوظيفة الطبيعية للغدة الدرقية.
أما حالات عدم حصول وظيفة طبيعية في الغدة الدرقية فقد تكون قصور الدرقية أو فرط الدرقية أو التهاب الغدة الدرقية.